# Vilija Sereikaitė
Vilija Sereikaitė (12. února 1987, Panevėžys) je litevská cyklistka. Na Letních olympijských hrách 2008 v Pekingu obsadila v individuálním stíhacím závodě žen šesté místo. Na světovém šampionátu v letech 2009, 2010 a 2011 získala bronzové medaile ve stíhacím závodě jednotlivců.  